# Balangiga
Balangiga ist eine philippinische Stadtgemeinde in der Provinz Eastern Samar. 
Der Ort war während des Philippinisch-Amerikanischen Krieges Schauplatz eines Angriffes auf das dort stationierte Bataillon, was als das Balangiga-Massaker in die Geschichte des Landes einging. Die darauf folgende Vergeltungskampagne kostete 60.000 Bewohner der Insel Samar das Leben und ist bis heute einer der strittigsten Punkte zwischen den Vereinigten Staaten und den Philippinen in Bezug auf diesen Krieg.

## Baranggays
Balangiga ist politisch in 13 Baranggays unterteilt.
- Bacjao
- Cag-olango
- Cansumangcay
- Guinmaayohan
- Barangay Poblacion I
- Barangay Poblacion II
- Barangay Poblacion III
- Barangay Poblacion IV
- Barangay Poblacion V
- Barangay Poblacion VI
- San Miguel
- Santa Rosa
- Maybunga

## Söhne und Töchter
- Rex Ramirez (* 1967), römisch-katholischer Geistlicher, Bischof von Naval